# Radball-Weltcup 2009
Der Radball-Weltcup 2009 war die 8. Austragung des von der UCI veranstalteten Radball-Weltcups. Die Turnier-Serie begann am 16. Mai 2009 und endete am 13. März 2010 anlässlich des Weltcup-Finales in Chemnitz. Insgesamt haben 36 Teams teilgenommen, jedoch spielten nur 15 davon an mindestens 3 Turnieren und hatten somit die Möglichkeit den Final zu erreichen.
Weltcup-Gewinner war der Radsport Altdorf aus der Schweiz.

## Turnier-Übersicht
| Datum             | Austragungsort | Gewinner      | Zweiter      | Dritter       |
| ----------------- | -------------- | ------------- | ------------ | ------------- |
| 16. Mai 2009      | Baesweiler     | RV Gärtringen | SV Eberstadt | RV Winterthur |
| 4. Juli 2009      | Magdeburg      | RV Winterthur | SV Ehrenberg | RV Obernfeld  |
| 9. August 2009    | Ōita           | RV Obernfeld  | RV Dornbirn  | Kongo Tokyo   |
| 29. August 2009   | Mosnang        | RV Gärtringen | RC Höchst 1  | RMV Altdorf   |
| 5. September 2009 | Svitávka       | RV Winterthur | RC Höchst 1  | VMC Oftringen |
| 10. Oktober 2009  | St. Gallen     | RMV Altdorf   | RV Dornbirn  | RV Gärtringen |
| 21. November 2009 | Ginsheim       | SV Eberstadt  | RSG Ginsheim | Favorit Brünn |
| 5. Dezember 2009  | Höchst         | SV Eberstadt  | RC Höchst 1  | SC Svitavka 1 |

## Punktestand
Für jedes Weltcupturnier werden Weltcuppunkte vergeben. Nach allen acht Turnieren werden die Punkte für jedes Team addiert und die acht Teams mit den meisten Punkten gelangen in den Final. Ebenfalls im Final spielt ein Team aus Asien und das Heimteam (Wildcard) des Veranstalters.
| Rang   | 1  | 2  | 3  | 4  | 5  | 6  | 7  | 8  | 9  | 10 |
| Punkte | 50 | 45 | 40 | 35 | 30 | 25 | 20 | 18 | 16 | 14 |

Der Punktestand entscheidet nur darüber, welche Teams in den Final gelangen. Im Finale hatten jedoch alle Teams wieder die genau gleichen Chancen zu Gewinnen.
In dieser Tabelle sind nur die Teams aufgelistet, bis und mit dem letzten Team, welches mindestens 3 Turniere gespielt hat. Die mit  gelb  hinterlegten Teams sind qualifiziert für den Final.
| Rang | Team              | Spieler           | Spieler           | Punkte | Starts |
| ---- | ----------------- | ----------------- | ----------------- | ------ | ------ |
| 01   | RV Gärtringen     | Matthias König    | Uwe Berner        | 170    | 4      |
| 02   | RV Winterthur     | Peter Jiricek     | Marcel Waldispühl | 170    | 4      |
| 03   | RC Höchst 1       | Simon König       | Dietmar Schneider | 170    | 4      |
| 04   | RMV Altdorf       | Roman Schneider   | Dominik Planzer   | 150    | 4      |
| 05   | RV Eberstadt      | Holger Krichbaum  | Jens Krichbaum    | 145    | 3      |
| 06   | SV Ehrenberg      | Rico Rademann     | Tino Kebsch       | 140    | 4      |
| 07   | SC Svitavka       | Jiří Hrdlička     | Radim Hason       | 130    | 4      |
| 08   | RV Dornbirn       | Martin Lingg      | Patrick Köck      | 126    | 4      |
| 09   | VMC Oftringen     | Rafael Stadelmann | Andreas Zaugg     | 120    | 4      |
| 10   | RV Obernfeld      | André Kopp        | Manuel Kopp       | 90     | 2      |
| 11   | SNA Gent 1        | Christoph Baudu   | Rik Deuvaert      | 88     | 3      |
| 12   | RC Höchst 2       | Simon Lubetz      | Florian Fischer   | 88     | 4      |
| 13   | MO Svitavka       | Pavel Vitula      | Milan Novak       | 74     | 4      |
| 14   | Sokol Zlin-Prstne | Martin Struhar    | Lois Pisek        | 68     | 3      |
| 15   | SKC Kolarovo      | Robert Rizmann    | Dalibor Roznik    | 68     | 4      |
| 16   | Favorit Brünn     | Pavel Smid        | Petr Skotak       | 65     | 2      |
| 17   | RSG Ginsheim      | Marco Rossmann    | Roman Müller      | 45     | 1      |
| 18   | VC Dorlisheim     | Benjamin Meyer    | François Rieb     | 42     | 3      |

## Weltcup-Finale
Die 10 Teams wurden in 2 Gruppen unterteilt. Innerhalb dieser Gruppe spielte dann Jeder gegen Jeden einmal. Die Gewinner der beiden Gruppen spielten danach gegen den Zweitplatzierten der anderen Gruppe. Die anderen Teams spielten gegen das Team aus der anderen Gruppe auf demselben Rang. Die beiden Verlierer aus den Halbfinalen spielten dann um Rang drei, die beiden Sieger um den Weltcup-Sieg.

### Vorrunde
| Gruppe 1 | Gruppe 1         | Gruppe 1 | Gruppe 1 |
| Rang     | Team             | Tore     | Punkte   |
| -------- | ---------------- | -------- | -------- |
| 1        | RMV Altdorf      | 34 : 14  | 9        |
| 2        | SV Ehrenberg     | 33 : 14  | 9        |
| 3        | RV Gärtringen    | 26 : 11  | 7        |
| 4        | RV Dornbirn      | 23 : 14  | 4        |
| 5        | University Osaka | 06 : 66  | 0        |

| Gruppe 2 | Gruppe 2          | Gruppe 2 | Gruppe 2 |
| Rang     | Team              | Tore     | Punkte   |
| -------- | ----------------- | -------- | -------- |
| 1        | SV Eberstadt      | 19 : 10  | 10       |
| 2        | RC Höchst 1       | 17 : 11  | 7        |
| 3        | SC Svitavka       | 21 : 16  | 6        |
| 4        | RV Winterthur     | 18 : 15  | 6        |
| 5        | HRV Chemnitz (WC) | 04 : 27  | 0        |

### Finalrunde
| 1. Halbfinale           |   |               |                     |
| RMV Altdorf             | – | RC Höchst 1   | 4 : 3               |
| 2. Halbfinale           |   |               |                     |
| SV Eberstadt            | – | SV Ehrenberg  | 3 : 3 (4 : 5 n. P.) |
| Spiel um Platz 9 und 10 |   |               |                     |
| University Osaka        | – | HRV Chemnitz  | 2 : 8               |
| Spiel um Platz 7 und 8  |   |               |                     |
| RV Dornbirn             | – | RV Winterthur | 2 : 1               |
| Spiel um Platz 5 und 6  |   |               |                     |
| RV Gärtringen           | – | SC Svitavka   | 6 : 7               |
| Spiel um Platz 3 und 4  |   |               |                     |
| RC Höchst 1             | – | SV Eberstadt  | 4 : 2               |
| FINALE                  |   |               |                     |
| RMV Altdorf             | – | SV Ehrenberg  | 5 : 3               |

### Endstand
| Rang | Team             | Spieler           | Spieler             |
| ---- | ---------------- | ----------------- | ------------------- |
| 01   | RS Altdorf (a)   | Roman Schneider   | Dominik Planzer     |
| 02   | SV Ehrenberg     | Rico Rademann     | Mike Pfaffenberger  |
| 03   | RC Höchst 1      | Simon König       | Florian Fischer (b) |
| 04   | SV Eberstadt     | Jens Krichbaum    | Holger Krichbaum    |
| 05   | SC Svitavka      | Jiří Hrdlička     | Radim Hason         |
| 06   | RV Gärtringen    | Matthias König    | Uwe Berner          |
| 07   | RV Dornbirn      | Martin Lingg      | Patrick Köck        |
| 08   | RV Winterthur    | Marcel Waldispühl | Peter Jiricek       |
| 09   | HRV Chemnitz     | Lars Gröer        | Jens Wündisch       |
| 10   | University Osaka | Katsuya Tanaka    | Tomoaki Misu        |